# Мистическое Рождество (картина Липпи)
«Мистическое Рождество» (итал. Natività mistica), или «Поклонение младенцу палаццо Медичи» (итал. Adorazione del Bambino di palazzo Medici), — картина флорентийского художника фра Филиппо Липпи, написанная между 1458 и 1460 годами. В настоящее время произведение находится в Берлинской картинной галерее. В капелле Волхвов в палаццо Медичи-Риккарди (Флоренция), где картина находилась первоначально, сейчас находится старинная копия (ок. 1470) картины Пьера Франческо Фиорентино. Это исключительно индивидуальное изображение распространённой в искусстве сцены Рождества Христова: место расположено в гористом лесном массиве, с остатками от рубки деревьев вокруг, а не в знакомом хлеву в Вифлееме; обычные фигуры людей и животные вокруг матери и ребёнка, заменены на другие фигуры. Картина написана на панеле из тополя, размер окрашенной поверхности составляет 127 x 116 см, а размер панели — 129,5 x 118,5 см.

## История
Картина украшала алтарь частной часовни Медичи и был основой в цикле фресок в капелле Волхвов работы художника Беноццо Гоццоли. Работа была описана в инвентаре Палаццо Медичи, составленном в связи со смертью Лоренцо Медичи в 1492 году.
Картина была написана в момент наивысшего влияния семьи Медичи. Однако Лоренцо Медичи умер в 1492 году и последующее возвышение многочисленных врагов Медичи привело к изгнанию членов семьи из Флоренции в 1494 году. Их товары были конфискованы и картина несколько лет находилась в алтаре часовни в палаццо Веккьо, штаб-квартире республики. Когда Медичи вернулись в 1512 году, они вернули картину в свой дворец, где она оставалась в течение следующих трёх веков. Хотя картина не выставлялась на всеобщее обозрение, она была очень известна и часто копировалась.
Английский торговец древесиной и коллекционер Эдвард Солли купил картину в 1814 году во время потрясений наполеоновских войн. В 1821 году она была приобретена для берлинского музея при большой распродажи его коллекции. В течение следующего столетия картина стала известной и популярной среди публики. В 1940 году вместе с другими ценными работами была перенесена в безопасное хранилище в берлинском бункере. В 1945 году, когда это стало небезопасно, она, наряду с тысячами других произведений искусства и других ценностей, была перемещена в калийную шахту.
В том же году шахта была захвачена американской армией. В конце войны американцы, как и русские, намеревались конфисковать произведения искусства, принадлежавшие правительству Германии, но из-за сильных протестов программы США «Памятники, изобразительное искусство и архивы» картина была лишь одним из 202 произведений искусства, отправленных в США. По прибытии их расположили в подвале Национальной галереи искусств в Вашингтоне, но поскольку коллекция не была открыта для публики, её конфискация стала критиковаться, как в прессе, так и в Конгрессе. В конце концов картины были выставлены в качестве временной выставки в Национальной галерее, которая затем в 1948–1949 годах выставлялась в 12 городах США, после чего была возвращена в Германию. Выставка имела огромный успех, её посетили более 10 млн. человек. После возвращения в Западный Берлин картина побывала в нескольких государственных музеях Берлина, пока в 1998 году не было открыто новое здание Берлинской картинной галереи в Культурфоруме.

## Описание
Показанный момент известен в искусстве как «Поклонение младенцу», поскольку почти обнажённый младенец Иисус положен на землю и «обожаем» его матерью Марией. Нижняя часть его тела покрыта «газовой» прозрачной тканью. Они находятся на земле, покрытой травой, разнообразными цветущими растениями, а также с некоторыми обломками, оставшимися после рубки леса, и изображены на фоне леса. Слева стоит младенец Иоанн Креститель, одетый в свой плащ из верблюжьей шкуры под красными одеждами. Он держит маленький крест на длинном посохе с лентой, на которой надпись «Ecce Agnus Dei» («Вот Агнец Божий»). Тем не менее, ему здесь, вероятно, пять или шесть лет, то есть гораздо большая разница в возрасте с новорождённым Иисусом, чем учила церковь.
Над Иоанном Крестителем находится молящаяся фигура святого Ромуальда (ок. 951 — ок. 1025/27), основателя камальдульского ордена монахов, с которым была связана семья Медичи. В верхней части картины, немного смещённые от центра, находятся две другие ипостаси христианской Святой Троицы: Бог Отец и Святой Дух, изображённый в виде голубя. Все эти фигуры образуют почти непрерывный неровный круг, немного смещённый влево. Фигура Иоанна Крестителя почти достигает левого края окрашенной поверхности, но справа от композиции оставлен относительно большой незаполненный фон, прерываемый только мантией Марии. На рождественских сценах нередко встречаются святые и люди, не упомянутые в библейских описаниях, но, как правило, в дополнение к обычным элементам. Напротив, как говорит итальянский искусствовед Фредерик Хартт (1914—1991), здесь нет «ни пещеры, ни сарая, ни Иосифа, ни ангелов, ни быка, ни осла».
Сцена разворачивается на крутом склоне в тёмном сосновом лесу, который проходит прямо к вершине композиции, так что неба не видно. Повсюду изображены пни, разбросанные куски дерева и другие признаки вырубки. Липпи подписал свое имя («FRATER PHILIPPUS P [inxit]» — «Брат Филипп н[арисовал это]») вдоль рукояти топора, вонзившегося в пень в левом нижнем углу. Небольшой, по-видимому, быстрый поток течёт по правой стороне картины, пересекаемой грубым мостом из досок. На другой стороне потока, около вершины картины, есть небольшое похожее на хижину строение. На ближней стороне ручья появляется журавль или цапля. Небольшой щегол сидит на пне на переднем плане картины у подножия ноги Иисуса — общий символ будущих Страстей Христовых.